# NGC 4533
NGC 4533 је спирална галаксија у сазвежђу Девица која се налази на NGC листи објеката дубоког неба.
Деклинација објекта је + 2° 19' 31" а ректасцензија 12h 34m 22,1s. Привидна величина (магнитуда) објекта NGC 4533 износи 13,8 а фотографска магнитуда 14,5. NGC 4533 је још познат и под ознакама UGC 7725, MCG 1-32-102, CGCG 42-157, VCC 1557, PGC 41816.